# Megalyridae
Super-famille
Famille
Les mégalyridés (famille Megalyridae), sont des hyménoptères parasites de la super-famille Megalyroidea. Elles tirent leur nom de leur ovipositeur sur-développé prenant en vol la forme d'une lyre. Elles sont parfois référées en tant que "Guêpes à longue queue" bien que les proportions de l’ovipositeur ne soit pas exceptionnels parmi les hyménoptères.

## Morphologie
L'identification d'une mégalyridé se fait sur la base d'une combinaison unique de caractères :
- Antennes composées de 14 articles (scarpe, pedicelle et 12 flagellomères) insérées sous la marge ventrale des yeux
- Mésoscutum plat divisé par un sillon médian longitudinal
- Présence d'une rainure sous-antennaire
- Larges pièces triangulaires en avant du scutellum

## Biologie
Cette famille se rencontre sous les latitudes pantropicales, de la Tasmanie au Japon. Cette répartition serait liée à l'apparition de cette famille au Trias, avant l'éclatement du supercontinent Pangée. Dans le registre fossile, on la retrouve en Espagne, France, Birmanie (Crétacé) et en Ukraine et Russie baltique (Eocène).
Leur écologie n'est pas très connu mais ces guêpes seraient des parasites de larve de coléoptères à des stades précoces. Leur long ovipositeur leur servirait justement à pondre dans ces larves dissimulés dans des souches ou le sol. Bien que la femelle cherche préférentiellement des fractures préexistantes et des excréments, il a parfois été observé un forage actif.
En termes de tailles, la plus grande mégalyridé est Megalyra shuckardi dont la femelle possède un corps de 22 mm et un ovipositeur de 82 mm. La plus petite est la Brésilienne Cryptalyra plaumanni, dont le corps mesure 2,9 mm et l'ovipositeur 1 mm.

## Liste des genres et espèces
La liste des genres est établie conformément à la dernière analyse phylogénétique de la famille réalisée.
- Genre †Cretodinapsis Ranitsyn, 1977
  - †C. caucasica Ranitsyn, 1977
- Genre †Prodinapsis Brues, 1923
  - †P. bruesi (Perrichot, 2009)
  - †P. janzeni Perrichot, 2009
  - †P. minor Brues, 1923
  - †P. oesiensis Perrichot, 2009
  - †P. prolata (Perrichot, 2009)
  - †P. pumilio Perrichot & Perkovsky, 2009
- Genre Cryptalyra Shaw, 1990
  - C. colombia Shaw, 2003
  - C. depressa Azevedo & Tavares, 2006
  - C. helenae Kawada, 2014
  - C. ichiroi Kawada, 2014
  - C. limeirai Kawada, 2014
  - C. plaumanni Shaw, 1987
- Genre Carminator Shaw, 1988
  - C. affinis Shaw, 1988
  - C. ater Shaw, 1988
  - C. cavus Shaw, 1988
  - C. helios Mita, Terayama & Yamane, 2007
  - C. japonicus Mita & Koshini, 2007
  - C. nooni Shaw, 1988
- Genre Dinapsis Waterston, 1922
  - D. albicoxa Hedqvist, 1967
  - D. centralis Shaw & van Noort, 2009
  - D. hirtipes Hedqvist, 1967
  - D. nubilus Hedqvist, 1967
  - D. oculohirta Hedqvist, 1967
  - D. seyrigi Hedqvist, 1967
  - D. turneri Waterston, 1922
- Genre Neodinapsis Shaw, 1987
  - N. peckorum Shaw, 1987
- Genre Ettchellsia Cameron, 1909
  - E. philippinensis Baltazar, 1962
  - E. piliceps Cameron, 1909
  - E. sinica He, 1991
- Genre †Valaa Perrichot, 2009
  - †V. delclosi Perrichot, 2009
- Genre Megalyridia Hedqvist, 1959
  - M. capensis Hedqvist, 1959
- Genre Megalyra Westwood, 1832
  - M. aquilonia Shaw, 1990
  - M. australia Girault, 1925
  - †M. baltica Poinar & Shaw, 2007
  - M. brevicauda Shaw, 1990
  - M. caledonica Vachal, 1908
  - M. candata Szépligeti, 1902
  - M. exigua Shaw, 1990
  - M. fasciipennis Westwood, 1832
  - M. globula Shaw, 1990
  - M. gnoma Shaw, 1990
  - M. lilliputiana Turner, 1916
  - M. longiseta Szépligeti, 1902
  - M. minuta Froggatt, 1906
  - M. nanella Shaw, 1990
  - M. plana Shaw, 1990
  - M. pygmaea Shaw, 1990
  - M. rieki Shaw, 1990
  - M. rufipes Erichson, 1841
  - M. rufiventris Szépligeti, 1902
  - M. sedlaceki Shaw, 1990
  - M. shuckardi Westwood, 1851
  - M. spectabilis Shaw, 1990
  - M. tawiensis Petersen, 1966
  - M. testaceipes Turner, 1916
  - M. transversistriata Girault, 1925
  - M. troglodytes Naumann, 1987
  - M. viridescens Froggatt, 1906
  - M. wagneri Fahringer, 1928
- Genre †Megazar Perrichot, 2009
  - †M. elegans Perrichot, 2009
- Genre †Megalava Perrichot, 2009
  - †M. truncata Perrichot, 2009
- Genre Rigel Shaw, 1987
  - R. chiliensis Shaw, 1987
- Genre †Megallica Perrichot, 2009
  - †M. parva Perrichot, 2009